# Paul Sesing
Paul Sesing (Pawell, Povel) (Zeisingk) var en nederländsk stenhuggare verksam i Sverige under 1620-talet.
Sesing kom till Sverige i början av 1620-talet efter att han övergivit en flicka i Bremen som han lovat äktenskap. Resan från Tyskland gick via Gotland där han gifte sig med en gotländska. Hans enda kända arbete i Sverige var en utsirad portal till Storkyrkan i Stockholm som färdigställdes 1629. Han lämnade Sverige i början av 1630-talet.   